# Wound Chevron
Ne doit pas être confondu avec Service stripe ou Overseas Service Bar.

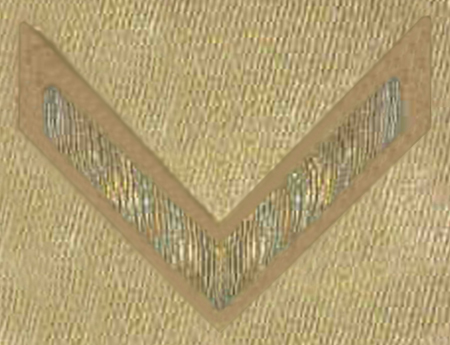
Chevron de blessure porté sur un manteau d'officier de l'armée américaine datant de la Première Guerre mondiale.

Un Wound Chevron (chevron de blessure) est un insigne militaire américain dont le port a été autorisé sur l'uniforme de service entre 1918 et 1932. Le chevron de blessure était un chevron en fil métallique doré sur un support en toile olivâtre, placé sur le revers inférieur droit de l'uniforme de l'armée américaine. Il indiquait les blessures reçues au combat contre une force ennemie ou l'hospitalisation à la suite d'un gazage.

## Historique

### Ruban des blessures de l'US Army
- - Ruban des blessures de l'US Army

Le ruban des blessures de l'US Army (Army Wound Ribbon) a été créé par le secrétaire à la Guerre Newton D. Baker le 6 septembre 1917 pour reconnaître les soldats qui avaient été blessés au combat pendant la Première Guerre mondiale. Il a été mis en œuvre par le paragraphe XI-1 des ordres généraux du ministère de la Guerre numéro 134 du 12 octobre 1917. Il a toutefois été abrogé par le paragraphe 1(d) de l'ordre général numéro 6 du ministère de la Guerre du 12 janvier 1918, qui l'a remplacé par des chevrons de blessure (Wound Chevron).
Le chevron de blessure était un insigne de remplacement de l'éphémère ruban de blessure de l'armée de 1917 et était délivré au personnel de l'armée de terre, de la marine et du corps des Marines qui avait été blessé au combat.

### La Purple Heart
En 1932, avec la création de la Purple Heart, les Wound Chevrons n'ont plus été décernés. Une directive du département de la guerre et du département de la marine des États-Unis a permis aux soldats d'échanger leurs chevrons de blessure contre la nouvelle médaille Purple Heart. Toutefois, cela n'était pas obligatoire et certains membres de l'US Army ont choisi de conserver les chevrons de blessure pour les porter sur leur uniforme au lieu de la Purple Heart. Pour ceux qui ont été blessés par la suite, les chevrons de blessure originaux et la médaille de la Purple Heart ont été portés simultanément. Il est historiquement admis que les règlements n'autorisaient pas le port simultané de la Purple Heart et du Wound Chevron ; cependant, des preuves photographiques indiquent que cela a souvent été fait par des vétérans de la Première Guerre mondiale et de la Seconde Guerre mondiale. Son port sur l'uniforme a été supprimé en 1953, les Overseas Service Bars ayant été déplacés à cet endroit.
Dans l'armée moderne, le chevron de blessure est considéré comme obsolète. Cette décoration est très similaire au chevron d'outre-mer qui, pendant la Première Guerre mondiale, était porté sur la manche gauche.